# David César
David César es un intérprete, autor, compositor y actor de doblaje, nacido en Granada y residente en Sevilla.  

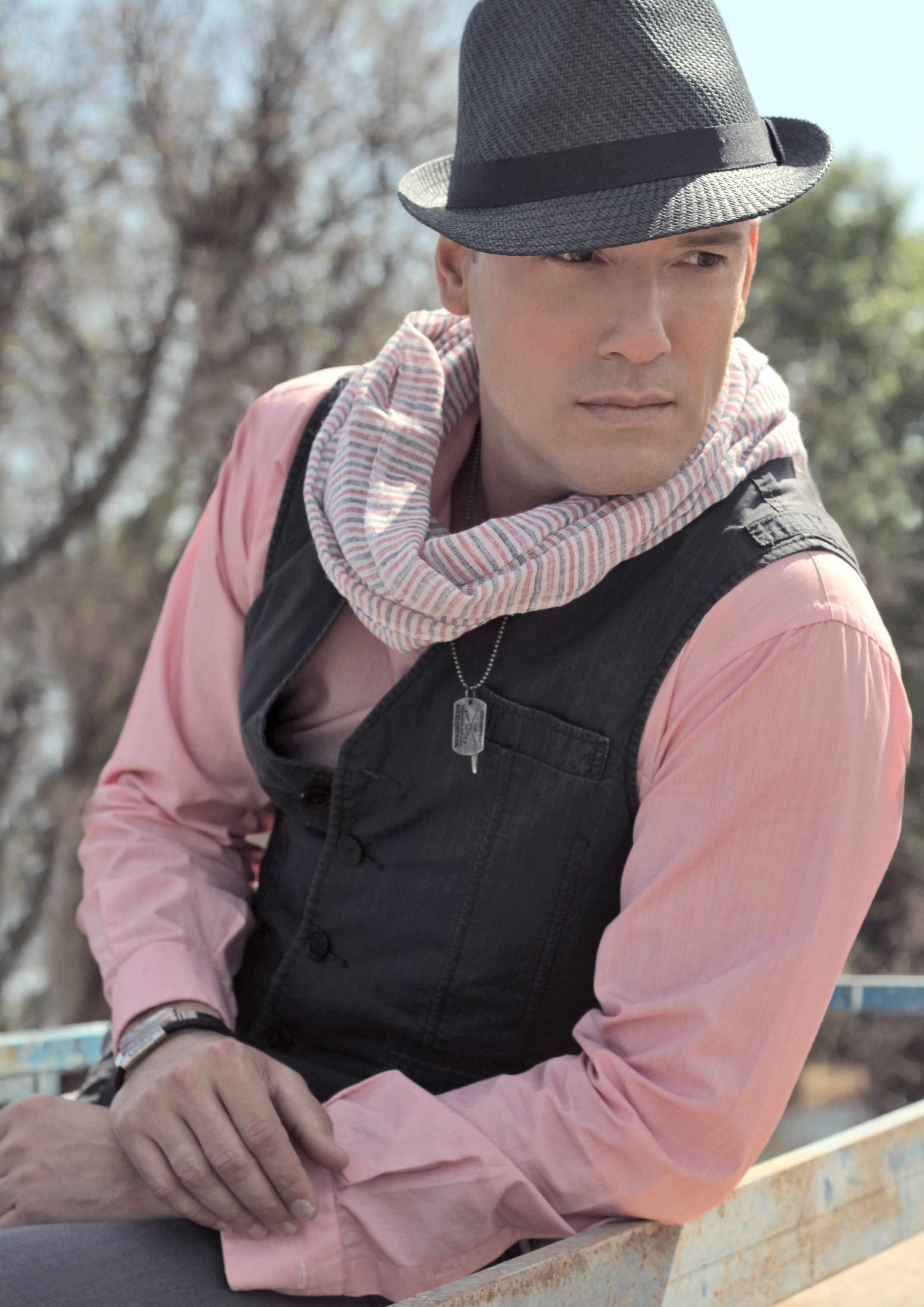
Foto del artista

## Carreramusical
Formado musicalmente en la cantera de cantautores de Sevilla, tras varios años y numerosas actuaciones en directo por Sevilla(“La Carbonería”, “Tranvía”, “Sala Cajasol”,…)  y Madrid (“Clamores”, “Zanzibar”,…).
- En 2007, graba su primer trabajo discográfico, formando parte del grupo pop-melódico, “El Hombre de Arena” [1]
- En 2008, DISCO DE ORO en el 28º Festival de la Canción latinoamericana.  Su bolero  “Podrías”, representó a España en esta edición.
- En 2009, en Canal Fiesta Radio su tema  “Abre tus ojos” (enlace roto disponible en Internet Archive; véase el historial, la primera versión y la última)., interpretado por Raíces Gemelas (flamenco-pop) alcanzó el número 2.[2]
- En Radiolé es éxito otra canción del mismo disco, “Y me decía”.[3]
- En 2010: Cristian González y La orquesta “La Bohemia” de Colombia (salsa romántica), incluye dos de sus canciones “La chica de la bella mirada” y “Si me quieres querer” en su primer trabajo discográfico.
- Entre 2010 y 2011 compone los 11 temas de un musical para todos los públicos, comandado por Adela Arriola.
- En 2011, participa en el segundo disco de Raíces Gemelas Archivado el 9 de febrero de 2013 en Wayback Machine. con 5 temas.[4]
- Ha compuesto el tema principal de la serie de animación “Crónicas de la Pepa”, dirigido por Jesús Murciano y emitida por CANAL SUR 2 TV.[5]
- En 2012: Su tema “No todo está perdido”, (dedicado al pueblo de Lorca) elegido por Radiolé como single del nuevo disco de Raíces Gemelas (otoño, 2012)[6]
- Comienza a trabajar para la editorial "LEIBER", de la mano de su director Miguel Vilches, para los repertorios de artistas como David Bustamante, Chenoa, Tamara, Chayanne, Cristian Castro, …).
- En 2013: firma con la discográfica EMECUBO MUSIC, con Calle Salvador como compañeros, y lanza el tema "Que guasa tiene el Whatsapp", presentado en RADIOLÉ por Esther Minguito y Joaquin Hurtado con gran éxito.
- El reconocido grupo musical PANDORA (México), graba su tema "Tu amor me desespera", incluido en su disco "En el camino".
- El ganador del programa de TV, LA VOZ México, Oscar Cruz, elige su canción "Todo empieza en ti", como SINGLE de su segundo disco "Quien dice que no".
- Vuelve a colaborar con el artista de salsa romántica Cristian González, en "4 estaciones", letra de Cristian G y David César y música del propio David César.
- Justo Molinero, presenta en diciembre de este año, su canción "Te invito en Navidad", incluida en el disco del dúo catalán "Ises", sonando en RADIO TELE TAXI para Cataluña, Aragón y Valencia (España) con gran acogida.
- En enero de 2014, prepara grabación del videoclip para la Serie-Web "18.0", de su tema "Voces en mi alma", compuesta para dicha serie.

En 2014 el ganador del show de TV LA VOZ México, Oscar Cruz, cuyo entrenador es Alejandro Sanz,
graba su canción “Todo empieza en ti” (2013)
- El trío mexicano “Pandora”, con millones de discos vendidos, en América Latina
graba su canción “Tu amor me desespera” en su disco “En el camino” (2013).
- En 2015, graba dos nuevos videos musicales:
“Es gloria bendita”. que suena en Radiolé y “Andalucía dentro de mi”.
```
Temas en repertorios de otros artistas este año de la mano de Leiber Music:
-Tamara: “Intentando olvidarte”.
-Daniela Romo: “Tú lo has querido”.
-Carmen Lemos: “El amor que prometiste”.y  “Ya no quiero tu amor”.
-Raíces Gemelas: “Te juro se acabó” y “Esto que siento”.
-Cristian González -Colombia- (salsa): “Cuatro estaciones”
-Ramón Gato: “Confidente”.
-Carlos Hernández –México- (regional): “Búscame en tu corazón”.
```

-2016: Pre-Nominación a los Grammys Latino, con “Rojo carmín” (salsa) 
junto a Cristian González y su Orquesta “La Bohemia”.

## Otros Proyectos

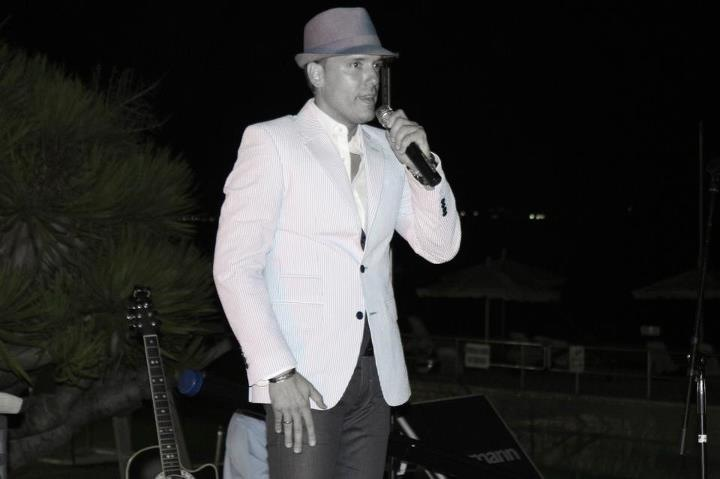
En el concierto benéfico del Puerto de Santa María

- Selección española de fútbol: Compone varios temas para el dico Locos por la Roja, en colaboración con Fran Martínez: "Capitan casillas", "El carnaval de Silva", "Mi niño Torres", "Xavi calculadora"

- Himno oficial: Obtiene el DIPLOMA HONORÍFICO por la composición del himno oficial de la Academia de Bellas Artes Ruiz-Juan de Málaga.
- Series de televisión: Realiza el doblaje de varios personajes de la serie de animación "Crónicas de la Pepa".
- Serie-web: Colaboró en la realización de la serie-Web con la canción “Voces en mi alma”, compuesta para la B.S.O.de la

serie-web de misterio:“Dieciochopuntocero”
- Documentales: su tema “Frasco de azahares”, se incluye en la serie-documental “Sevilla se ve en su rio”, de Giralda Televisión.

- Cortometraje:Realiza el doblaje del protagonista del corto"Quedarse quietecito y estar guapo" de Mouse films

- Cortometraje:B.S.O. de cortometraje “Candela”, de Tonet Ferrer (Valencia).

## Otros intérpretes que han grabado sus temas
- Mar Postigo, canción "Hoy por ti".
- Raíces Gemelas, temas para sus tres trabajos musicales de estilo flamenco-pop: en temas como "Trozos de ti" (inédito) en colaboración con Juan Mari Montes "Jugaste conmigo" o "No pierdas la esperanza" en colaboración con Juanma Soriano.
- Ramón Gato, primer disco pop-latino: "Me regalas tus manos" y "Confidente"en colaboración con Ramón gato y Modesto Medina.

## Sus composiciones
Abarcan diferentes estilos: Pop, Rock, Latin, Balada, Bolero, Funk, Dance, Nuevo Flamenco, Rumba, Salsa …
Más información en: www.myspace.com/davidcsar, www.facebook.com/davidcsar

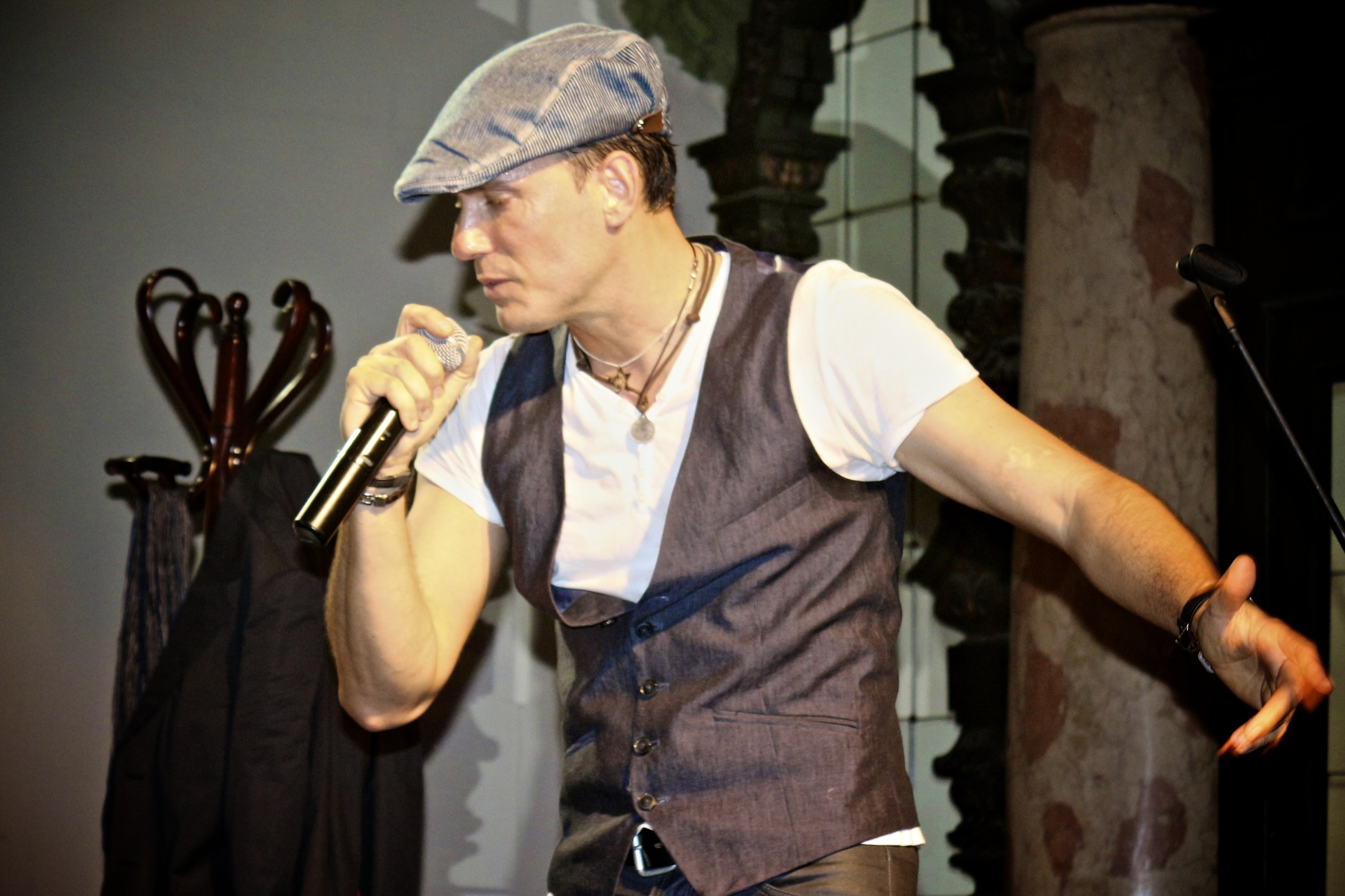
En el concierto de presentación en la Sala Casino de Sevilla